# Пластрон
Пластронът е долната част от черупката (панцир) на костенурка. Изграден е от плътно свързани кости, покрити със слой от рогови щитчета. Именно роговите щитчета са видими и придават характерните за всеки вид характеристики.
При някои семейства костенурки има еластична връзка между абдоминалните и пекторалните щитчета. Посредством такава еластична, шарнирна връзка, и с помощта на съответни мускули, тези видове костенурки могат да затварят плътно своята черупка. Предната и задната част на панцира, прилягат към отворите на черупката.
Като полов диморфизъм при повечето видове костенурки пластронът на мъжките е леко вдлъбнат, а при женските индивиди е леко изпъкнал. Това се обяснява с особеностите на размножителния процес.

## Анатомични особености
Пластронът е изграден принципно от 6 двойки характерни щитчета (гуларни, хумерални, пекторални, абдоминални, феморални и анални) и от 1 единично – междугуларно щитче. При различните видове може да има срастване на някои щитчета и липса на други.